# Château-Rouge
Château-Rouge – miejscowość i gmina we Francji, w regionie Grand Est, w departamencie Mozela.
Według danych na rok 1990 gminę zamieszkiwało 177 osób, a gęstość zaludnienia wynosiła 41 osób/km² (wśród 2335 gmin Lotaryngii Château-Rouge plasuje się na 868. miejscu pod względem liczby ludności, natomiast pod względem powierzchni na miejscu 1071.).